# جو سوزوکی (بازیکن فوتبال، زاده ۱۹۸۹)
جو سوزوکی (ژاپنی: 鈴木 惇؛ زادهٔ ۲۲ آوریل ۱۹۸۹) یک بازیکن فوتبال اهل ژاپن است.
از باشگاه‌هایی که در آن بازی کرده‌است می‌توان به باشگاه فوتبال آویسپا فوکوئوکا، باشگاه فوتبال توکیو وردی و باشگاه فوتبال اوئیتا ترینیتا اشاره کرد.